# Peter II van Montenegro
Petar II Petrović Njegoš (Servisch: Петар II Петровић Његош) (Njeguši, Montenegro, 13 november 1813 - Cetinje, 31 oktober 1851) was een heerser van Montenegro, een Servisch-orthodoxe prins-bisschop, en dichter. Hij stamde uit een Servisch-Montenegrijns geslacht.
In 1851 stierf Peter II aan tuberculose. Zijn kerk werd tijdens de Eerste Wereldoorlog door het Oostenrijks-Hongaarse leger zwaar beschadigd door de artillerie. Na de oorlog werd de kerk weer opgebouwd door de Joegoslavische Koning Alexander I Karađorđević.
Het Servische initiatief werd door de Montenegrijnen beschouwd als belediging van nationale trots. Ze lanceerden na 1945 een campagne om de kapel door de Montenegrijnen zelf te laten herbouwen en om het graf te slopen.
In plaats van de oude kerk werd in de vroege jaren zeventig een mausoleum gebouwd door de Kroatische architect Ivan Meštrović.
De poëzie van Petar II speelde een rol in de Joegoslavische burgeroorlog. Ze werd door de Serven gereciteerd om hun acties, met name tegen de Bosniakken te rechtvaardigen.
De Servisch-Montenegrijnse Federatie stelde in 1998 een Orde van Njegoš in. Diverse pogingen van Servische Montenegrijnen om Petar's geboortedag 13 november tot nationale feestdag te verklaren, zijn gestrand op verzet van de Bosniakken, die een kleine 20% uitmaken van de bevolking van Montenegro.